# Zapfl (Kastl)
Zapfl ist eine in der Oberpfalz gelegene Einöde, die ein Gemeindeteil von Kastl ist.

## Lage
Der Ort befindet sich in der Region Oberpfälzer Jura und liegt in der nach Utzenhofen benannten Gemarkung. Zapfl selbst ist einer von 39 Ortsteilen des Marktes Kastl. Die Ortsmitte des Marktes liegt fünfeinhalb Kilometer entfernt und Velburg zehn Kilometer.

## Verkehr
Die Einöde ist nur über eine etwa zwei Kilometer lange Gemeindeverbindungsstraße erreichbar, die ihren Ausgangspunkt in Utzenhofen hat und in Zapfl endet. Vom ÖPNV wird der Ort nicht angefahren. Die nächstgelegene Haltestelle ist zweieinhalb Kilometer entfernt, befindet sich in Utzenhofen und wird von der Buslinie 445 des VGN bedient.